# 桑西莱舍米诺
桑西莱舍米诺（法語：Sancy-les-Cheminots，法語發音：[sɑ̃si le ʃəmino]）是法国上法蘭西大區埃纳省的一个市镇，属于苏瓦松区。

## 地理
桑西莱舍米诺（49°26'0"N, 3°28'18"E）面积4.53 平方千米，位于法国上法蘭西大區埃纳省，该省份为法国北部内陆省份，北起北部省，西接索姆省和瓦兹省，东临阿登省和马恩省，西南至塞纳-马恩省，东北部与比利时接壤。
与桑西莱舍米诺接壤的市镇（或旧市镇、城区）包括：艾济-茹伊、阿勒芒、埃纳河畔塞勒、楠特伊拉福斯、沃代松。

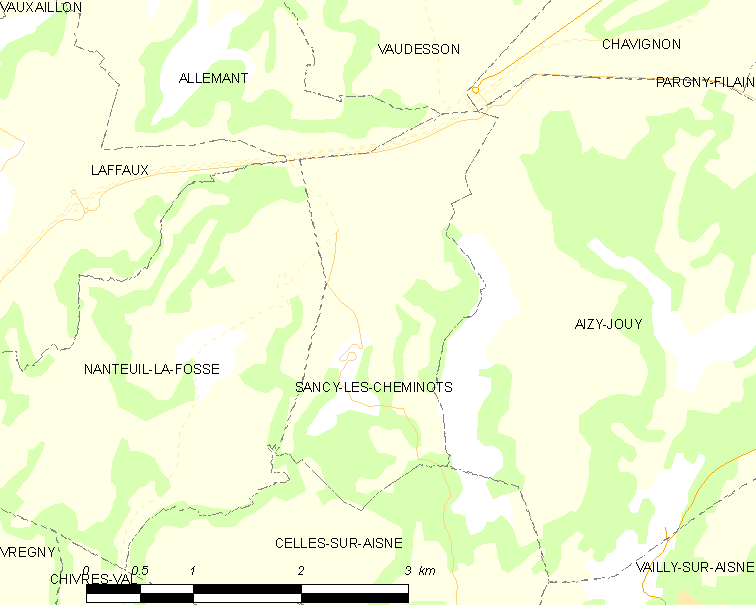
桑西莱舍米诺的OSM定位图

桑西莱舍米诺的时区为UTC+01:00、UTC+02:00（夏令时）。

## 行政
桑西莱舍米诺的邮政编码为02880，INSEE市镇编码为02698。

## 政治
桑西莱舍米诺所属的省级选区为塔德努瓦地区费尔县。

## 人口

1962-2008年间桑西莱舍米诺人口变化图示

桑西莱舍米诺于2022年1月1日时的人口数量为98人。